# Euphoria (software)
Euphoria es un motor de animación creado por NaturalMotion basado en la Dynamic Motion Synthesis (Síntesis de Movimiento Dinámico), NaturalMotion es la tecnología patentada de personajes de animación en 3D sobre la marcha "sobre la base de una completa simulación de 3D, incluidas cuerpo, músculos y motor del sistema nervioso". En lugar de utilizar animaciones predefinidas; los personajes, las acciones y reacciones de síntesis son en tiempo real, que son diferentes cada vez, incluso cuando se reproduce la misma escena. Si bien es común para los actuales juegos de video usar "ragdolls" para las animaciones generadas en la marcha, Euphoria emplea un método más complejo para animar la totalidad de los objetos físicos determinados en el entorno de juego. El motor iba a usarse en un juego de Indiana Jones que luego fue cancelado. Según su sitio web, Euphoria se ejecutaba en las plataformas Microsoft Windows, OS X, Linux, PlayStation 3, PlayStation 4, Xbox 360, Xbox One, iOS y Android y era compatible con todos los motores de física comerciales.
En febrero de 2007, NaturalMotion y Rockstar Games anunció que se utilizarán a Euphoria en los futuros títulos de Rockstar. Un comunicado de prensa que se adjunta con el segundo tráiler que finalmente confirmó que Grand Theft Auto IV es el primero de los juegos de Rockstar Games para usar Euphoria. El título Star Wars: The Force Unleashed para Xbox 360 y PlayStation 3 también utiliza Euphoria. En agosto de 2007, NaturalMotion anunció Backbreaker, un juego de fútbol americano para la próxima generación de consolas que emplea el motor Euphoria para generar tackles, en tiempo real, en oposición a la reproducción de animación. En septiembre de 2012, NaturalMotion presentó Clumsy Ninja en la Keynote de Apple, como el primer videojuego para dispositivos táctiles en utilizar la tecnología Euphoria.

## Videojuegos que utilizan Euphoria
- Grand Theft Auto IV
- Star Wars: The Force Unleashed
- Backbreaker
- Grand Theft Auto IV: The Lost and Damned
- Grand Theft Auto: The Ballad of Gay Tony
- Red Dead Redemption
- Red Dead Redemption: Undead Nightmare
- Star Wars: The Force Unleashed II
- Max Payne 3[1]
- Red Dead Redemption 2
- Clumsy Ninja
- Overgrowth